# Рок-Крик (город, Миннесота)
Рок-Крик (англ. Rock Creek) — город в округе Пайн, штат Миннесота, США. На площади 112,2 км² (111,3 км² — суша, 0,9 км² — вода), согласно переписи 2002 года, проживают 1119 человек. Плотность населения составляет 10,1 чел./км².
- Телефонный код города — 320
- Почтовый индекс — 55067
- FIPS-код города — 27-54934[1]
- GNIS-идентификатор — 0650185[2]